# Hans Ritschl

Hans Ritschl (ca. 1965)

Hans Wilhelm Ritschl (* 19. Dezember 1897 in Bonn; † 13. November 1993 in Oberried/Breisgau) war ein deutscher Nationalökonom.

## Leben und Wirken
Hans Ritschl war Sohn des Theologieprofessors Otto Ritschl und Enkel von Albrecht Ritschl. Sein jüngerer Bruder war der Physiker Rudolf Ritschl.
Nach dem Studium der Volkswirtschaftslehre in Freiburg im Breisgau und Bonn wurde er 1921 an der Universität Bonn bei Heinrich Dietzel mit einer Arbeit über den Urkommunismus der Münsteraner Wiedertäufer promoviert. 1925 habilitierte er sich in Göttingen. 1928 wurde er als Ordinarius für Finanzwissenschaft nach Basel berufen, 1942 nach Straßburg, schließlich 1946 nach Hamburg, wo er an der Universität den Lehrstuhl für Theoretische Volkswirtschaftslehre, Finanzwissenschaft und Verkehrswissenschaft bis zu seiner Emeritierung 1967 innehatte und daneben an der Akademie für Gemeinwirtschaft gelehrt hat. Er lehrte in Basel u. a. auch Finanzsoziologie.
Nach 1945 bemühte sich Ritschl als aktives Mitglied in mehreren Gremien der nach seiner Ansicht im Wiederaufbau vernachlässigten Gemeinwirtschaft und des Genossenschaftswesens. Zudem trat er publizistisch für eine Verlagerung des Güterfernverkehrs auf die Schiene ein.
Von 1950 bis 1975 war er Mitglied des Wissenschaftlichen Beirats beim Bundesministerium der Finanzen und zeitweise dessen Vorsitzender.
Ritschl war ein Hauptvertreter der Theorie der dualistischen Wirtschaftsordnung, die ein Nebeneinander von staatlich gelenkter Gemeinwirtschaft und privater Marktwirtschaft für notwendig erachtet.

## Schriften (Auswahl)
- Die Kommune der Wiedertäufer in Münster. Ursachen und Wesen des täuferischen Kommunismus. Schroeder, Bonn 1923.
- Theorie der Staatswirtschaft und Besteuerung. Reine Theorie der Staatswirtschaft und allgemeine Steuerlehre (= Bonner staatswissenschaftliche Untersuchungen, Bd. 11). Schroeder, Bonn 1925.

- Gemeinwirtschaft und kapitalistische Marktwirtschaft Zur Erkenntnis der dualistischen Wirtschaftsordnung. Mohr, Tübingen 1931.
- Friedrich Lists Leben und Lehre. Wunderlich, Tübingen 1947.
- Theoretische Volkswirtschaftslehre. Zwei Bände. Mohr, Tübingen 1947/1948.
- Die Grundlagen der Wirtschaftsordnung. Gesammelte Aufsätze zur Lehre von der Wirtschaftsordnung. Mohr (Siebeck), Tübingen 1954.
- Die Deckung der Strassenkosten und der Wettbewerb der Verkehrsmittel. Heymann, Berlin 1956.
- Gemeinwirtschaft. In: Erwin von Beckerath et al. (Hrsg.): Handwörterbuch der Sozialwissenschaften. Band 4, Gustav Fischer, Stuttgart/Tübingen/Göttingen 1965.
- Vom Verkehrschaos zur Verkehrsordnung. Wegner, Hamburg 1968.
- Marktwirtschaft und Gemeinwirtschaft. Europäische Verlagsanstalt, Frankfurt/M. 1973, ISBN 3-434-00213-8.
- Strukturen der Wirtschaft. Gesammelte Aufsätze zur Lehre von der Wirtschaftsordnung. Verlag Weltarchiv, Hamburg 1976, ISBN 3-87895-143-4.
- August Adolph Friedrich von Hennings 1746 - 1826. Ein Lebensbild aus Holstein, Kopenhagen und Hamburg in bewegten Zeiten. Christians, Hamburg 1978, ISBN 3-7672-0611-0.
- Mutter, mein feldgraues Ehrenkleid... Erinnerungen 1897-1919. CMZ-Verlag, Rheinbach-Merzbach 1987, ISBN 3-922584-90-X.